# Fusulinida
Fusuliniden (Fusulinida) zijn een uitgestorven orde van eencelligen binnen de groep der foraminiferen. Deze organismen hadden uitwendige skeletjes opgebouwd uit dicht opeen gepakte zeer fijne (enkele micrometers grote) calcietkristallen. De kristallen hebben allemaal ongeveer dezelfde grootte. Daarmee zijn fusuliniden onderscheidbaar van andere foraminiferen, die een hyalien skelet opbouwen.
Sommige grotere soorten hadden skeletjes opgebouwd uit meerdere lagen.

## Tijdspanne
Fusuliniden verschenen tijdens het eerste deel van het Siluur (rond 400 miljoen jaar geleden) en stierven uit tijdens de Perm-Trias-massa-extinctie (rond 251 miljoen jaar geleden). Vooralsnog is het de enige bekende orde van foraminiferen die tijdens deze massa-extinctie uitstierf. Tijdens het Carboon en Perm vormden ze een belangrijk onderdeel van het mariene ecosysteem. In het late Carboon waren fusuliniden zo veelvoorkomend, dat hele formaties uit deze tijd uit fusuliniden kunnen zijn opgebouwd. Een voorbeeld is de Cottonwood Limestone in de Amerikaanse staat Kansas. Fusuliniden worden veel gebruikt als gidsfossielen, met name voor het Carboon en Perm.

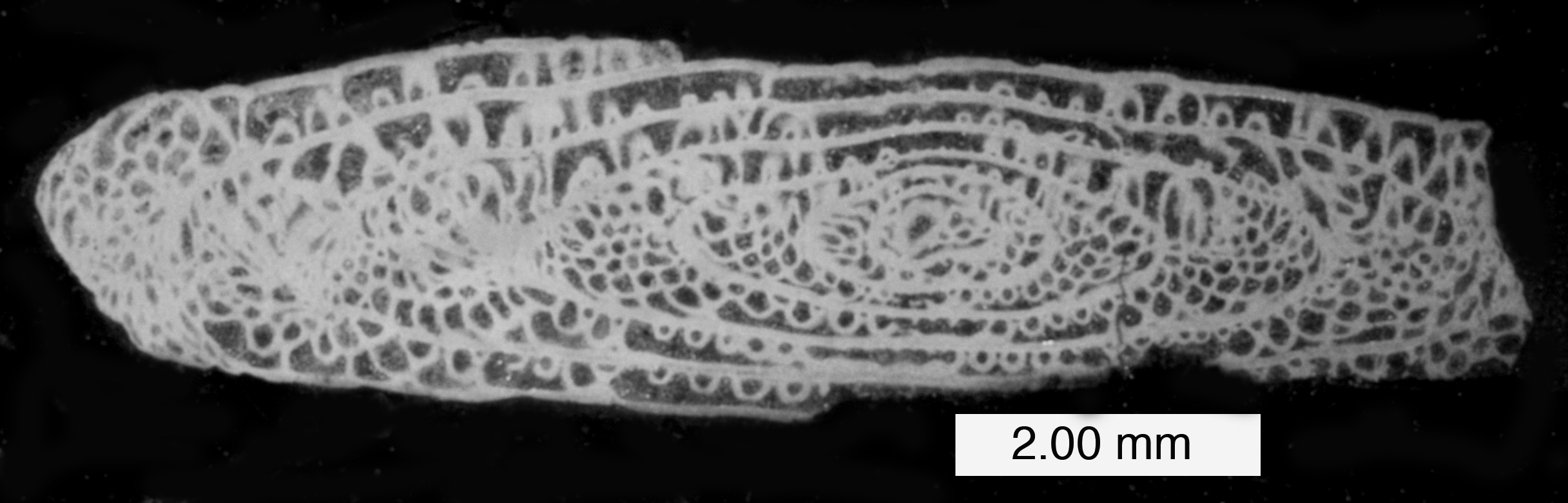
Triticites sp.

## Superfamilies
- Archaediscacea
- Colaniellacea
- Earlandiacea
- Endothyracea
- Fusulinacea
- Geinitzinacea
- Moravamminacea
- Nodosinellacea
- Palaeotextulariacea
- Parathuraminacea
- Ptychocladiacea
- Tetrataxacea
- Tournayellacea